# Yeongdo-gu
Yeongdo-gu is een stadsdeel (gu) van de Zuid-Koreaanse stad Busan. Yeongdo-gu heeft een oppervlakte van 13,98 km², en telt circa 163.000 inwoners. Het stadsdeel omvat het gehele gelijknamige eiland Yeongdo. Het gebied werd in 1957 een gu.
Het natuurpark Taejongdae ligt in het zuidelijke deel van het stadsdeel. De Maritieme universiteit van Busan is aan de oostkust gesitueerd.